# Benno Torrenga
Benno Johan Torrenga (Groningen, 6 november 1942) was een Nederlands musicus, op latere leeftijd schrijver.
Zijn muzikale loopbaan werd voorafgegaan door een studie in Groningen in technisch-wetenschappelijke richting en hij werkte vervolgens circa tien jaar bij TNO. Van 1978 tot 1983 studeerde hij aan het Haags conservatorium. Klarinetlessen kreeg hij van Piet Honingh, orkestdirectie van Louis Stotijn en er was ook een studie muziekregistratie.
Dat laatste leidde tot het met medestudenten Marc Zoutendijk en Edo Santman in 1984 opgerichte platenlabel Ottavo, gespecialiseerd in klassieke muziek. Het had direct een commerciële voltreffer met de opnamen van liederen van Gustav Mahler en Johannes Brahms door Jard van Nes, Robert Holl begeleid door Het Gelders Orkest onder leiding van Yoav Talmi. Daarna begon hij zijn eigen opnamemaatschappij BTmusic, die registraties verzorgde voor kleine platenlabels als ook voor de radio. Deze opnamen varieerden van opnamen van solo-instrumenten tot de orkesten Residentie Orkest en Gelders Orkest. Tevens verbond hij zich tot aan zijn pensioen aan genoemd conservatorium als docent Art of sound. 
Hij gaf enkele jaren leiding aan amateurensembles en orkesten, zoals het symfonieorkest "Kralingse Orkest Vereniging". Hij schreef zonder enige opleiding daarin ook enkele werken, waarvan de Algemene muziek encyclopedie de volgende een melding waard vond: een Trio voor twee klarinetten en basklarinet uit 1978 en een Concerto voor hobo (althobo, oboe d'amore) en orkest uit 1981 uitgevoerd door het Kralings orkest.
De muziek werd voor hem steeds moeilijker toen hij begon te lijden aan een verminderd gehoor. Hij wendde zich tot het schrijven, waaronder
- Veertig herinneringen aan de toekomst
- De laatste 17 dagen van Professor M. (e-boek)
- Tussen spel (e-book)

Benno Torrenga is getrouwd met altvioliste Els van Heemert.